# Mistrzostwa Panamerykańskie w Wielobojach 2008
Mistrzostwa Panamerykańskie w Wielobojach 2008 – zawody lekkoatletyczne, które odbyły się 31 maja i 1 czerwca w Santo Domingo na Dominikanie. 

## Rezultaty
|                        | 1. miejsce    | Rezultat  | 2. miejsce             | Rezultat     | 3. miejsce       | Rezultat  |
| Dziesięciobój mężczyzn | Chris Helwick | 7820 pkt. | Iván Scolfaro da Silva | 7783 pkt. SB | Chris Randolph   | 7747 pkt. |
| Siedmiobój kobiet      | Lela Nelson   | 5944 pkt. | Ryanne Dupree          | 5704 pkt. SB | Yasmiany Pedroso | 5659 pkt. |

## Klasyfikacja medalowa
| Miejsce | Kraj              | Złoto | Srebro | Brąz | Razem |
| 1       | Stany Zjednoczone | 2     | 1      | 1    | 4     |
| 2       | Brazylia          | 0     | 1      | 0    | 1     |
| 3       | Kuba              | 0     | 0      | 1    | 1     |